# Prosthenorchis
Prosthenorchis, rod parazitskih crva bodljikave glave iz porodice Oligacanthorhynchidae. Obuhvaća tri vrste:
- Prosthenorchis elegans (Diesing, 1851),
- Prosthenorchis fraterna (Baer, 1959),
- Prosthenorchis lemuri Machado, 1950